# Nederland op het Eurovisiesongfestival 2010

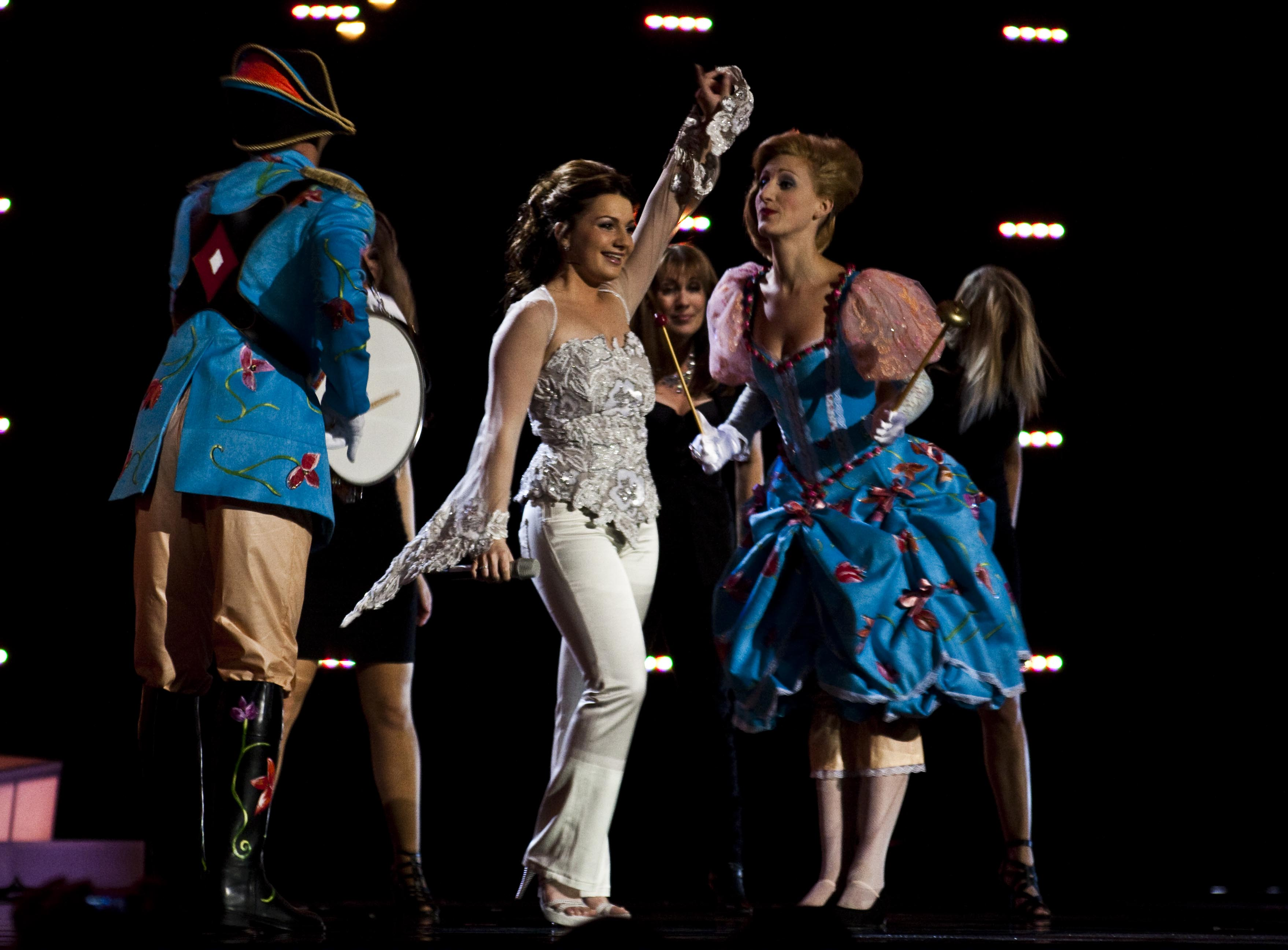
Sieneke op het Eurovisiesongfestival 2010

Nederland nam deel aan het Eurovisiesongfestival 2010 in Oslo, Noorwegen. Het was de 51ste deelname van het land op het Eurovisiesongfestival. De selectie verliep via het jaarlijkse Nationaal Songfestival, waarvan de finale plaatsvond op 7 februari 2010. De TROS was verantwoordelijk voor de Nederlandse bijdrage.

## Selectieprocedure
Het Nationaal Songfestival 2010 was het televisieprogramma waarin de Nederlandse inzending voor het Eurovisiesongfestival 2010 in Oslo werd gekozen. De tekst, Ik ben verliefd, Shalalie, is afkomstig van Pierre Kartner. Vijf onbekende artiesten gaven een eigen vertolking van het nummer, met elk een verschillend arrangement. Zij werden begeleid door vijf verschillende bekende artiesten (coaches).

#### Finale
De finale van het Nationaal Songfestival 2010 vond op 7 februari plaats in studio Baarn. Nadat de stemmen geen winnaar gaven, riep Pierre Kartner, na aandringen op een beslissing door presentatrice Yolanthe Cabau, Sieneke uit tot winnaar.
| Volgorde | Artiest    | Score Daniël | Score Tatjana | Score Johnny | Score George | Totaalscore Jury | Score Publiek | Keuze Pierre/winnaar |
| -------- | ---------- | ------------ | ------------- | ------------ | ------------ | ---------------- | ------------- | -------------------- |
| 1        | Sieneke    | 1 stem       | 0             | 0            | 1 stem       | 2 stemmen        | 0             | winnaar              |
| 2        | Vinzzent   | 0            | 0             | 0            | 0            | 0                | publiekstem   | 0                    |
| 3        | Loekz      | 0            | 1 stem        | 1 stem       | 0            | 2 stemmen        | 0             | 0                    |
| 4        | Peggy Mays | 0            | 0             | 0            | 0            | 0                | 0             | 0                    |
| 5        | Marlous    | 0            | 0             | 0            | 0            | 0                | 0             | 0                    |

## In Oslo

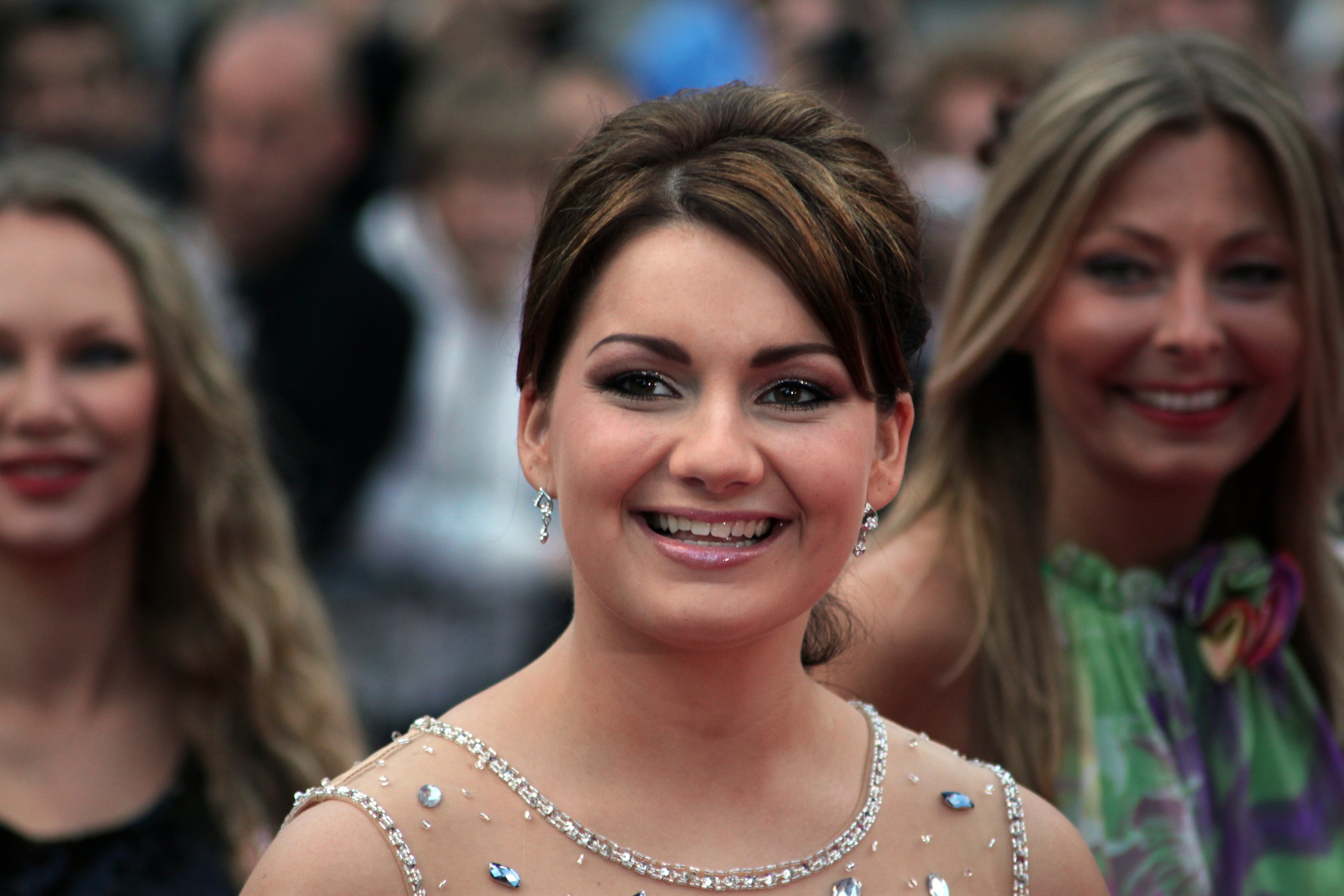
Sieneke tijdens de openingsreceptie van het Eurovisiesongfestival 2010.

Sieneke trad aan in de tweede halve finale, op donderdag 27 mei 2010. Sieneke was als negende aan de beurt, na Oekraïne en voor Roemenië. Nederland kwam tijdens de halve finale op een 14de plek met 29 punten, te weinig om door te gaan naar de finale. Het was de zesde keer op rij dat Nederland niet door ging naar de finale.
1956 · 1957 · 1958 · 1959 · 1960 · 1961 · 1962 · 1963 · 1964 · 1965 · 1966 · 1967 · 1968 · 1969 · 1970 · 1971 · 1972 · 1973 · 1974 · 1975 · 1976 · 1977 · 1978 · 1979 · 1980 · 1981 · 1982 · 1983 · 1984 · 1985 · 1986 · 1987 · 1988 · 1989 · 1990 · 1991 · 1992 · 1993 · 1994 · 1995 · 1996 · 1997 · 1998 · 1999 · 2000 · 2001 · 2002 · 2003 · 2004 · 2005 · 2006 · 2007 · 2008 · 2009 · 2010 · 2011 · 2012 · 2013 · 2014 · 2015 · 2016 · 2017 · 2018 · 2019 · 2020 · 2021 · 2022 · 2023 · 2024 · 2025
Albanië · Armenië · Azerbeidzjan · België · Bosnië en Herzegovina · Bulgarije · Cyprus · Denemarken · Duitsland · Estland · Finland · Frankrijk · Georgië · Griekenland · Ierland · IJsland · Israël · Kroatië · Letland · Litouwen · Macedonië · Malta · Moldavië · Nederland · Noorwegen · Oekraïne · Polen · Portugal · Roemenië · Rusland · Servië · Slovenië · Slowakije · Spanje · Turkije · Verenigd Koninkrijk · Wit-Rusland · Zweden · Zwitserland